# Erik Bergvall
Erik Bergvall, född 7 april 1880 i Västerfärnebo, Västmanland, död 4 februari 1950 i Bromma, var en svensk vattenpolospelare, idrottsledare och journalist. Han var bror till skådespelarna Sven Bergvall och Harry Bergvall.  
Bergvall blev svenska mästare i vattenpolo med Stockholms Kappsimningsklubb 1906 och 1909. Vid OS i London 1908 blev han tillsammans med det svenska laget bronsmedaljör.
1904 var han med och stiftade Svenska simförbundet och blev då dess sekreterare. 1909 övertog han ordförandeskapet i förbundet och kvarstod i denna position fram till 1932. 1924–1928 var han även ordförande i Internationella simförbundet (FINA). 
När FINA grundades 1908, uppdrogs Bergvall att skriva simidrottens regelverk. Detta presenterades 1910 och kvarstår i sin grundstruktur än på 2000-talet.
Bergvall var biträdande sekreterare i Sveriges Olympiska Kommitté 1906 och 1913–1924. 
Efter ett flertal olympiska spel redigerade och delvis skrev han redogörelser över svenskarnas deltagande. Efter OS i Stockholm 1912 redigerade han den officiella redogörelsen.
1921 grundade han tillsammans med Nils Fröman och överståthållare Carl Hedenstierna den Svenska Föreningen för Folkbad.
Han var chef för Stockholms stadion 1916–1946, från början var det endast tänkt att han skulle stanna i två-tre år, men det blev ett 30-årigt livsverk. Erik Bergvall är begravd på Norra begravningsplatsen utanför Stockholm.